# 감자별 2013QR3
《감자별 2013QR3》(Potato star 2013QR3)은 2013년 9월 23일부터 2014년 5월 15일까지 방영된 tvN 일일시트콤이다.

## 줄거리
- 2013년 어느 날 지구로 날아온 의문의 행성 '감자별' 때문에 벌어지는 노씨 일가의 좌충우돌 멘붕 스토리를 담았다.

- 진아는 루비 회원이 되기 위해 정기적금을 모두 써 버린 엄마 선자 때문에 혜성(준혁)과 함께 술을 마시게 된다.
- 민혁은 일에 빠져서 밖에서 벌어진 상황을 모르는 상태에서 진아에게 전화를 걸어 회사 로비에서 만나자고 약속을 하고 기다린다.
- 진아는 민혁에게 가려다가 중심을 잃고 넘어지면서 하늘에 떠 있는 알 수 없는 행성을 보고 혼란에 빠지고 엉겁결에 혜성(준혁)과 진한 키스를 하게 된다.
- 한편 민혁은 1층 로비로 떨어지며 머리를 다쳐 의식을 잃게 되고 경비원에 의해 발견되어 병원으로 옮겨진다.
- 병원에 모인 노씨 일가는 민혁의 상태 때문에 혼란에 빠진다.

- 이 후 더 이상 감자별 때문에 별다른 변화가 없자 사람 남성들은 일상으로 돌아간다.
- 그리고 뇌수술을 받은 민혁은 깨어나지만 일곱 살 기억에 머물러 살게 되고, 살 곳을 잃은 진아는 민혁이네 차고로 들어오게 되며, 혜성(준혁)은 계락을 꾸민 오이사에 의해 민혁이네 집으로 오게 된다.

## 등장 인물

### 노씨가족
- 이순재 : 노송(92세) 역

수동의 아버지. 젊어서부터 술과 여자를 좋아하여 잘 놀던 한량 스타일이다.
- 며느리에게 용돈을 타 쓰면서도 남자답지 못한 수동을 나무라고, 잘난체하는 며느리 유정과는 상극이다.
- 열세 살 된 요크셔테리어 '철민이'를 아들 수동보다 훨씬 더 애지중지하며 키우고 있다.

- 노주현 : 노수동(65세) 역

노씨 집안의 가장. (주)콩콩 전 대표였으며 지금은 큰아들 민혁에게 그 자리를 물러주고 고문으로 있다.
- 조금만 자신의 신경을 긁는 일에는 모두 예민하고 소심하다.
- 전립선 비대증이 심해서 하루라도 약을 빼먹으면 맘이 불편하고, 소변을 볼 때도 누군가가 옆에서 “쉬”를 해줘야 간신히 소변을 본다.
- 감상적인 성격으로 아버지 송한테 늘 인정받지 못하고 자라 콤플렉스가 심하고, 재산을 불린 게 사실상 아내 유정이라 늘 기에서 밀린다.

- 금보라 : 왕유정(62세) 역

수동의 아내. 전라도 시골 여상 출신으로, 30대 중반까지 기반을 못 잡던 수동을 이끌어 완구사업을 하게 하고, 사실상 재산을 부동산 투기와 치맛바람으로 일궜다고 생각하며 당당하게 수동을 휘어잡고 산다.
- 그 꼴을 절대 못 보는 시아버지 송과 맨날 으르렁 대며 싸운다.
- 수동과 대조적으로 결단력이 있지만, 그것을 또 우리나라 최초로 내가 했다고 자랑할 만큼 푼수다.

- 고경표 : 노민혁(29세) 역 (아역 이종원)

수동의 장남. (주)콩콩 대표이사 (CEO). 하버드 출신의 수재지만 ‘내가 하버드 다닐 때 말이야..’라는 말을 입에 달고 학교 얘기 뿐만 아니라 회사, 일상, 하물며 똥 얘기마저도 결국 자기 자랑으로 이어지는 자신감 무한충만형 인간이다.
- 콩콩에 신임 대표이사로 취임하면서 혁신과 쇄신의 새 바람을 통해 한층 업그레이드된 콩콩을 야심차게 꿈꾼다.
- 하지만 행성 출현 후 불의의 사고로 전혀 생각지도 못한 인생 2막을 맞이하게 된다.

- 최송현 : 노보영(38세) 역

수동의 큰딸. 도상의 아내. 파워블로거. 변호사 남편과 초등학교생인 아들 둘을 둔 전업주부로, 자기관리, 아이들 교육, 남편 내조 등 자신의 손으로 마무리해야 직성이 풀리는 완벽주의자. 하지만 현실은 완벽주의와는 한창 다른 방향으로 달려가는 두 아들과 남편을 챙기는데만 하루하루 고군분투 중이다.
- 김정민 : 김도상(40세)

보영의 남편. 변호사. 소심하고 기가 약해 기 센 보영을 무서워하고 항상 눈치를 보며 살아간다.
- 하지만 규영, 규호 앞에서는 멋있는 아빠의 모습을 보여주려고 노력하는 데 번번이 실패한다.

- 김단율 : 김규영(10세) 역

보영의 큰아들. 초등학교 4학년. 엉뚱하고 어딘가에 늘 쉽게 꽂히고 상상력이 풍부하며, 행성 출현 이후 외계인이나 UFO에 빠져있다.
- 공부보다는 다른 쪽에 재능이 있는데 그게 뭔지 아직 발견하지 못했다.

- 정준원 : 김규호(8세) 역

보영의 작은아들. 초등학교 2학년. 형보다 훨씬 똑똑하고 공부도 잘해 엄마의 기대를 한 몸에 받지만 행성 출현 이후 염세주의에 빠진다.
- 무기력한 염세주의자가 아니라, 행성 충돌이든 환경문제든 어차피 지구 종말이 올 거라고 생각하고, 그 전에 하고 싶은 것을 다하자는 생각을 하는 아이다.

- 서예지 : 노수영(26세) 역 (아역 장서희)

수동의 막내딸. 자유분방하고 변덕이 심하다.
- 변덕스런 자기 마음처럼 영원한 것은 아무것도 없다고 생각하며, 말을 입에서 나오는 대로 막 싸지른다.
- 가진 거라고는 기타밖에 없는 기타리스트 장율에 호감을 갖고, 반응없는 그를 향한 무한 대시에 나선다.

- 요크셔 테리어 : 철민이 역

노송이 자식처럼 아끼는 반려견.

### 노씨이웃
- 하연수: 나진아(25세) 역 (아역 김예소)

알바왕, 마케팅팀 사원. 다섯 살 때 성수대교 붕괴로 아빠 세돌을 잃고, 바람났다 다시 돌아온 엄마 선자와 살고 있다.
- 어린 시절 어두운 곳에 홀로 남겨졌던 탓에 어둠 트라우마가 생겨 어두운 것을 굉장히 싫어한다.
- 각종 알바로 실질적인 가장 노릇을 하면서 성실하고 밝게 살아간다.
- 아빠가 창립멤버였던 콩콩에 입사해서 아빠와 같이 만들기로 한 소형비행체를 만드는 게 꿈이며 그림을 잘 그린다.
- 콩콩에 여러 번 입사 지원을 하지만 스펙이 딸려 번번이 실패하지만, 콩콩 대표인 민혁이 추진하는 혁신 덕분에 마침내 무급 인턴으로 입사하게 된다.
- 선자 때문에 만기적금을 모두 잃고 거리에 나앉게 되지만 수동의 도움으로 수동네 차고에 들어와 살게 된다.

- 오영실 : 길선자(49세) 역

진아의 어머니. 바람 나서 이혼하고 집을 떠났다가 전남편 세돌이 성수대교 사고로 죽게 되자 혼자 남게 된 딸 진아에게 돌아왔다.
- 피라미드회사 루비회원이 되려고 진아의 만기적금으로 옥장판을 사는데 다 썼지만 회사가 부도나는 바람에 오갈 데가 없어진다.

- 여진구 : 홍혜성 / 노준혁(25세) 역 (아역 이도현)

프로그래머. 어린 시절 병마에 시달리던 엄마마저 잃고 보육원에서 자라게 된다.
- 고등학교를 졸업하고 회사를 다니다 그만두고 컴퓨터 프로그래밍을 익혀 언젠가 한국의 ‘마크 주커버그’가 될 거라며 혼자 스마트 폰 앱을 만든다.
- 대화를 항상 반어법으로 하는 버릇이 있어 대화하는 상대를 종종 복장 터지게 만들곤 한다.
- 진아네 동네 빈집으로 들어와 살면서, 이웃인 진아와 티격태격하다 가까워지기 시작한다.
- 이후 수동의 잃어버린 아들로 밝혀져 수동네 집으로 들어오게 된다.

- 장기하 : 장율(28세) 역

기타리스트. 가진 거라곤 기타 밖에 없지만 근심도 걱정도 없이 달동네 반지하방에서 음악의 세계에 빠져 유유자적하게 살고 있다.
- 질문을 들으면 십분이 지나서 대답하는 두 박자 느린 성격으로 주변을 화나게 만든다. 변덕스런 수영과 얽히게 되면서 그의 인생도 전환점을 맞이하게 된다.

- 김광규 : 오이사(55세) 역

(주)콩콩 이사. 콩콩 창립 때부터 직원으로, 수동에게는 가신 같은 존재였지만 합병을 주도할 때 BW를 받으며 리베이트를 몰래 챙기고, 납품 비리 등을 저지르며 회사를 지속적으로 말아 먹는 중이다.
- 심심하면 혁신을 외치는 민혁과는 상극이다.

- 줄리엔 강 : 줄리엔(32세) 역

사랑하는 수영을 따라 한국으로 왔지만 갑자기 헤어지자는 말을 듣고도 변덕스런 수영 옆에서 해바라기 사랑을 지켜나간다.
- 결국 수영을 포기하고 한국을 떠나려다 붕어빵의 매력에 빠져 다시 남게 되고, 이후 미나와 우연히 세 번을 만나면서 운명이라고 생각하고 사귀게 된다.

### 주변 인물
- 윤서현 : 윤서현 역 - 마케팅팀 팀장
- 김성은 : 김성은 역 - 마케팅팀 대리
- 김성민 : 김의찬 역 - 마케팅팀 대리
- 정혜성 : 박승희 역 - 마케팅팀 대리, 정음 후임 민혁의 비서
- 박휘순 : 박휘순 역 - 마케팅팀 대리
- 후지이 미나 : 미나 역 - 줄리엔과 사귀는 사이
- 홍순창 : 송의 친구 역
- 양주호 : 오 사무장 역 - 도상의 변호사 사무실 사무장
- 정다운 : 승희 후임 민혁의 비서 역
- 김준홍 : 김 기사 역 - 민혁의 운전기사
- 나승호 : 민혁의 친구 역

### 그 외 인물
| - 세준 - 최현주 - 이민주 : 콩콩 인턴 배수진 역 - 한지원 - 정아랑 : 오이사의 성추행 사건으로 퇴사했던 배진리 역 - 홍솔 - 김선민 - 김유현 : 수영의 친구 역 - 정동규 : 콩콩 중역 역 - 육미라 - 유지현 - 임수현 - 조성희 - 송현재 - 주동희 - 오기환 - 이단비 - 이종래 - 박철민 - 이새윤 - 손유빈 - 박종무 - 하인환 - 한창호 - 정세형 - 장가현 : 생방송 ‘키친달인’ 진행자 역 - 한여울 : 김도상 변호사 사무소 직원 은경 역 - 구본석 : 다큐 ‘사람이 사람이다 남성이다’ PD 역 - 구건민 : 노수영 아역 - 최혜정 : TV프로 게스트 역 - 최성우 - 서광재 : 노보영이 치료받은 정신과 전문의 역 - 손선근 : 민혁의 주치의 역 - 이경헌 - 설창희 - 이도윤 - 서진욱 - 김재철 : 행인 역 - 전헌태 : 곱창집 사장 역 - 이병철 : 택시기사 역 - 손영순 : 노송이 좋아했던 할머니 역 - 박설영 : 콩콩 직원 역 - 김은혜 : 콩콩 직원 역 - 천예원 : 장율이 검진받으러 간 병원 간호사 역 - 변우종 : 장율이 검진받으러 간 병원 의사 역 - 김혜원 : 노수영 아역 (중학생) - 유필란 : 치한에게서 준혁이 구해준 여자 역 - 윤갑수 : 상상 속 장율의 아버지 역 - 이현정 - 김어진 - 이승민 - 양도연 - 최교식 - 감동엽 - 이광세 : 설 젯상에 찾아온 영혼 역 - 주부진 : 설 젯상에 찾아온 영혼 역 - 이규현 : 설 젯상에 찾아온 영혼 역 - 신철진 : 설 젯상에 찾아온 영혼 역 - 김연진 : TV 속 뉴스를 전하는 아나운서 역 - 한기중 : 노송 부자와 시비가 붙은 동네 주민 역 - 현영임 : 정수기 관리인 역 - 정종우 : 헬스트레이너 역 - 정나진 : 경찰 역 - 이우신 : 판사 역 - 김현 - 최한나 : 규영의 담임선생님 역 - 김홍수 : 의사 역 - 이성호 : 길선자의 국수를 먹으러 온 노수동의 친구 역 - 한춘일 : 길선자의 국수를 먹으러 온 노수동의 친구 역 - 진현광 - 손진호 - 안장훈 - 이규정 - 양희승 - 남진복 - 조우진 : 차세대 유망CEO 축하해준 민혁의 친구 - 김광인 : 수동이 신종플루 때문에 찾은 의사 - 성인자 : 콩콩의 청소부 아줌마 - 현숙희 : 콩콩의 청소부 아줌마 - 강주희 - 민준호 : TTN 경제뉴스 기자. 인터뷰 중 민혁에게 결혼계획을 물어봄. - 박신영 - 고다은 : 수영의 친구 유선. 수영에게 엄마한테 유화책을 쓰라고 조언함. - 김지연 : 국악교실 강사 역 - 이익준 : 클럽에서 춤추고 나온 진아와 준혁에게 시비 거는 남학생 - 김철무 : 목욕탕 손님 역 - 박영수 : 목욕관리사 역 - 박찬빈 - 강인아 : 국지성 비를 맞는 장율을 보는 아이엄마 역 - 인성호 : 노송의 감방 동기 김풍 역 - 진영범 : 위클리 영재 ‘CEO에게 듣는다’ 코너 기자 역 - 오진하 : 백화점 옷가게 직원 역 - 박원호 : 무한의리파 두목 김송 역 - 이승현 - 박동혁 - 문수종 : 중국음식점 사장 역 | - 이종성 : 민혁의 강의를 듣는 콩콩 직원 역 - 김동영 - 이지은 - 정대용 : 세탁소 주인 역 - 윤진욱 - 고진명 : 구두수선집 사장 역 - 윤홍빈 : 신애(규영의 여자친구)의 새 남자친구 역 - 민준현 : 콩콩 직원 역 - 이현숙 : 왕유정의 친구 역 - 최인숙 : 왕유정의 친구 역 - 신혜정 : 왕유정의 친구 역 - 강성철 : 콩콩 정직원 면접받은 인턴 역 - 최익준 : 김도상의 고객 역 - 정수인 : 수정이 공항버스에서 만난 승무원 역 - 이진목 : 수정이 공항버스 기사 역 - 배지유 - 김수진 - 임정옥 - 김숙현 - 김보민 - 신영진 - 오중석 - 김하영 : 웨딩홀 상담원 역 - 최영신 : 수영의 친구 영신 역 - 박영 - 김익태 : 장율의 아버지 역 - 이영실 : 장율의 어머니 역 - 김미량 : 민혁이 찾아간 시골 미용실 미용사 역 - 한태일 : 노송의 친구 역 - 송금식 : 길선자에게 첫눈에 반한 수동의 친구 역 - 정현석 : 비세븐어게인 프로젝트 팀원 역 - 윤복성 : 콩콩뛰기대회 진행자 역 - 최효상 : 신경정신과 의사 역 - 김기범 - 김효진 - 강세진 - 이두경 - 이현걸 - 김미리 - 이윤지 : 이윤지 아나운서 역 - 이창 : 김도상의 대학동창 역 - 박성균 : 김도상의 대학동창 역 - 김지원 : 김도상의 대학동창 아내 역 - 이은실 : 김도상의 대학동창 아내 역 - 최홍일 : 인테리어 소품 가게 사장 역 - 허성 : 고기집 손님 역 - 강철 : 고기집 사장 역 - 문경민 : 고물 수집상 역 - 장예슬 : 규호가 좋아하는 혜림 역 - 하수호 : 민혁의 스캔들 취재하려 온 ‘연예드립’ 기자 박철민 역 - 이성주 : 키즈락 페스티벌 예선 심사위원 역 - 김태윤 : 키즈락 페스티벌 예선 심사위원 역 - 김소연 : ‘슈퍼초딩스’ 밴드 멤버 역 - 박시진 : ‘슈퍼초딩스’ 밴드 멤버 역 - 송민형 : 콩콩 납품업체 박 사장 역 - 문성혁 - 신동훈 - 안치용 : 노수동의 친구, 의사 역 - 김화영 - 김난영 - 이승기 : 장난감 매장 매니저 역 - 유재현 : 버스기사 역 - 허인영 - 이성재 - 최남욱 - 윤미향 : 혜성의 상상 속 선생님 역 - 김수련 - 서정주 : 오이사와 손잡은 외부세력 파트너 역 - 김형찬 : 오이사의 징계위원회에 참석한 중역 역 - 최대성 : 연예찌라시 김윤철 기자 - 조우진 : 비세븐어게인 프로젝트 팀원 - 김윤형 : 비세븐어게인 프로젝트 팀원 - 김완기 : TV 프로그램 ‘토크토크’ 진행자 역 - 하진우 : 수영이 장율로 오해한 남자 역 - 송준섭 - 임강헌 - 이중열 : 부동산 중개인 역 - 이현 : 경찰 역 - 김봉수 : 김도상 변호사 사무소 고객 역 - 김윤정 - 신동수 - 유민주 - 송승훈 - 최은지 - 정민호 - 김해나 - 이종구 : 노수동의 친구, 의사 역 - 김민채 : 규호, 규영이 학교 선생님 역 - 김민승 - 이현주 - 박수연 - 최장균 - 손종학 : 신경정신과 의사 역 - 최웅 : 이지훈 역 |

### 특별출연
- 강남길 : 나세돌 역 - 진아의 아버지. 성수대교 붕괴로 사망함. (여러 차례 등장)
- 박은지 : CJB뉴스 ‘오늘의 행성’ 캐스터 역 - 마치 날씨를 예보하듯 혜성(감자별)의 상황을 예보함. (여러 차례 등장)
- 황정음 : 황정음 역 - 콩콩 사장실 비서. 노수동에 이어 노민혁의 비서가 됨. (1회) 《지붕뚫고 하이킥》의 출연자이다.
- 유인나 : 유인나 역 - 보영네 이웃집에 살며 도상이 첫눈에 반함. (4회, 6회) 《지붕뚫고 하이킥》의 출연자이다.
- 박정수 : 미숙 역 - 노송의 미팅 상대로, 노송에게 자기 아버지보다 나이가 많다고 함. (7회) 《웬만해선 그들을 막을 수 없다》의 출연자이다.
- 리플렉스 : 밴드 (8회)
- 윤계상 : 의사 역 - 민혁의 뇌수술 집도의. 드라마 《하얀거탑》 패러디한 에피소드 인물 (9회~10회) 《하이킥! 짧은 다리의 역습》의 출연자이다.
- 박경림 : 보영의 쉰 목소리 역 (목소리 출연, 10회) 《귀엽거나 미치거나》의 출연자이다.
- 소유진 : 수상한 가정부 역 (11회~12회) 《귀엽거나 미치거나》의 출연자이다.
- 선우용여 : 노송의 여동생 역 (14회) 《순풍산부인과》의 출연자이다.
- 이용이 : 왕유정의 친정어머니 역 (14회)
- 이종석 : 이종석 역 - 사람의 남성 속마음을 들을 수 있으며 노송과 친구가 됨. 드라마 《너의 목소리가 들려》 속의 인물 패러디 (15회) 《하이킥! 짧은 다리의 역습》의 출연자이다.
- 정웅인 : 철민이(개)의 목소리 역 (목소리 출연, 15회)
- 이광수 : 이광수 역 - 영화 '토목학개론'의 감독이며 보영의 학교 선배 (18회) 《지붕뚫고 하이킥》의 출연자이다.
- 민지영 : 고수지 역 - 도상의 대학후배이자 첫사랑 (18회)
- 박하선 : 박하선 역 - 장율의 팬클럽 '장송곡' 회장, 닉네임 '발광머리앤' (30회) 《하이킥! 짧은 다리의 역습》의 출연자이다.
- 장기하와 얼굴들 : 장율의 밴드 (30회, 45회, 57회)
- 서지석 : 서지석 역 - 69년 전 (일제감정기) 노송의 친구이며 농구팀 동료 (현재 89세) (38회) 《하이킥! 짧은 다리의 역습》의 출연자이다.
- 이설희 : 순자 역 - 서지석과 연인 사이, 노송이 짝사랑 (38회)
- 유정현 : 유정현 역 - 민혁이 방송 출연한 '경제 티타임'의 진행자 (38회)
- 윤기원 : 주짓수 도장의 관장 역 (47회) 《순풍산부인과》의 출연자이다.
- 정준하 : 왕준하 역 - 유정의 동생이며, 별명 '오해의 왕 준하' 또는 '오해의 왕준하' (55회) 《거침없이 하이킥》의 출연자이다.
- 나영석 : 노송을 연행하는 경찰관 역 (66회)
- 최은경 : 은경 역 - 도상의 사촌 누나. 별명 '긍정의 신 은경' (67회)
- 장항준 : 영일의 아빠 역 - 규호와 싸움을 한 반 친구 학부모. 교수 (69회)
- 임성민 : 영일의 엄마 역 (69회)
- 서신애 : 서신애 역 - 규영의 연상 여자친구 (79회) 《지붕뚫고 하이킥》의 출연자이다.
- 최홍만 : 간호사 역 - 길선자를 닮은 오영실 간호사의 남편 (79회)
- 크리스탈 : 수정 역 - 민혁이 유학시절 홈스테이한 집 딸. 성인이 되어 좋아하는 민혁을 찾아오나 이미 민혁이 진아를 좋아한다는 것을 첫눈에 알아봄. (81회) 《하이킥! 짧은 다리의 역습》의 출연자이다.
- 안내상 : 사진작가 역 - 왕유정과 길선자가 우연히 만나게 된 남자. '마성의 꽃중년' (87회) 《하이킥! 짧은 다리의 역습》의 출연자이다.
- 소이 : 민혁의 맞선녀 역 (91회)
- 공서영 : 공서영 역 - 아나운서이며 민혁에게 도움을 받고 호감을 느끼며, 민혁은 진아를 잊기 위해 만나게 됨. (95회, 98회 ~ 99회)
- 김혜성 : 택배 기사 역 - 보영에게 첫눈에 반함. (100회) 《거침없이 하이킥》의 출연자이다.
- 노형욱 : 탈영병 역 (100회) 《똑바로 살아라》의 출연자이다.
- 오승은 : 민지연네 엄마 역 (103회)
- 장선호 : 보영네 위층 남자 역 (103회)
- 장정희 : 장정희 역 - 유정의 고등학교 동창. 형기를 마치고 유정을 만나려 옴. (109회) 《순풍산부인과》의 출연자이다.
- 윤건 : 수영의 옛 남자친구 역 (111회) 《하이킥! 짧은 다리의 역습》의 출연자이다.
- 윤유선 : 빵집 사장 역 - 수동이 첫눈에 반함. (112회) 《하이킥! 짧은 다리의 역습》의 출연자이다.
- 쓰레기스트 : 장율 선배 밴드 (112회)
- 이적 : 만석 역 - 선자(당시 28세)의 바람 상대남 (114회) 《하이킥! 짧은 다리의 역습》의 출연자이다.

## OST

### Part. 1
| #            | 제목                                                     | 작사               | 작곡             | {{{기타정보}}} | 재생 시간 |
| ------------ | -------------------------------------------------------- | ------------------ | ---------------- | -------------- | --------- |
| 1.           | 〈감자별 2013QR3〉 (칸토, 딘딘 (Feat. 린지 of 피에스타)) | 이영철, 칸토, 딘딘 | 똘아이박, 피터팬 | 똘아이박       | 3:30      |
| 2.           | 〈감자별 2013QR3 (Inst.)〉                               |                    | 똘아이박, 피터팬 | 똘아이박       | 3:30      |
| 총 재생 시간 | 총 재생 시간                                             | 총 재생 시간       | 총 재생 시간     | 총 재생 시간   | 6:30      |

### Part. 2
| #  | 제목                        | 작사   | 작곡   | {{{기타정보}}} | 재생 시간 |
| -- | --------------------------- | ------ | ------ | -------------- | --------- |
| 1. | 〈내게로 오면 돼〉 (권순관) | 권순관 | 권순관 | 권순관, 권영찬 | 4:45      |

### Part. 3
| #  | 제목                   | 작사   | 작곡   | {{{기타정보}}} | 재생 시간 |
| -- | ---------------------- | ------ | ------ | -------------- | --------- |
| 1. | 〈아직도 난〉 (권순관) | 권순관 | 권순관 | 권순관, 권영찬 | 4:45      |

이하 〈Love Shine〉과 〈별똥별〉은 《감자별 2013QR3》 1화 ~ 75화까지 한 회씩 번갈아가면서 엔딩곡으로 사용되었다.

### 검정치마 2집 중 〈Love Shine〉
| #  | 제목                      | 작사   | 작곡   | {{{기타정보}}} | 재생 시간 |
| -- | ------------------------- | ------ | ------ | -------------- | --------- |
| 1. | 〈Love Shine〉 (검정치마) | 조휴일 | 조휴일 | 조휴일         | 4:19      |

### 전기뱀장어 1집 중 〈별똥별〉
| #  | 제목                    | 작사       | 작곡       | {{{기타정보}}} | 재생 시간 |
| -- | ----------------------- | ---------- | ---------- | -------------- | --------- |
| 1. | 〈별똥별〉 (전기뱀장어) | 전기뱀장어 | 전기뱀장어 | 전기뱀장어     | 3:49      |

## 같이 보기
아래는 감자별 2013QR3의 제작에 있어 영향을 미친 작품들이다.
- 《가타카》(Gattaca, 1997)
- 《그 남자는 거기 없었다》(Man Who Wasn't There, 2001)
- 《멜랑콜리아》(Melancholia, 2011)